# Sklerotka bulwiasta

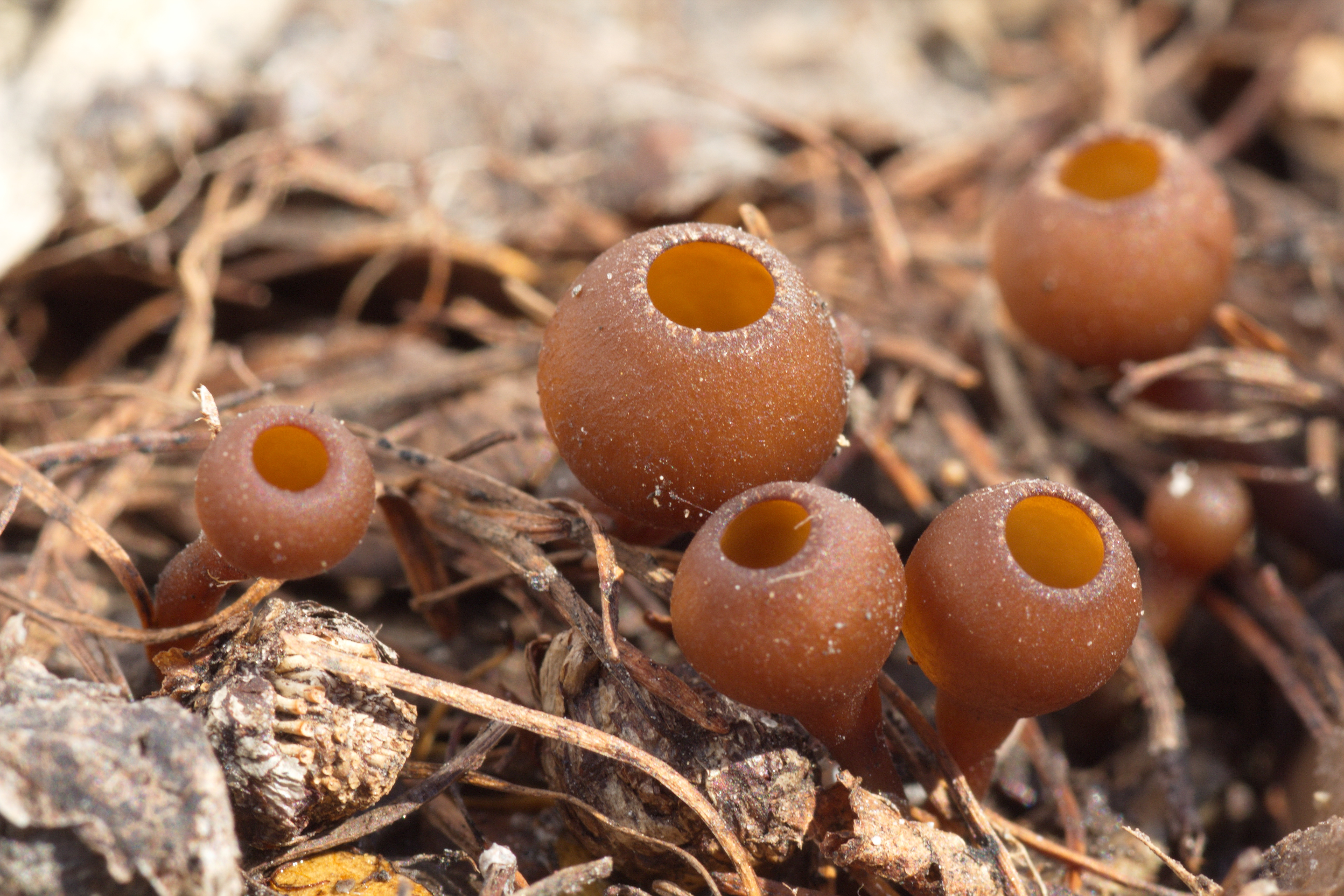

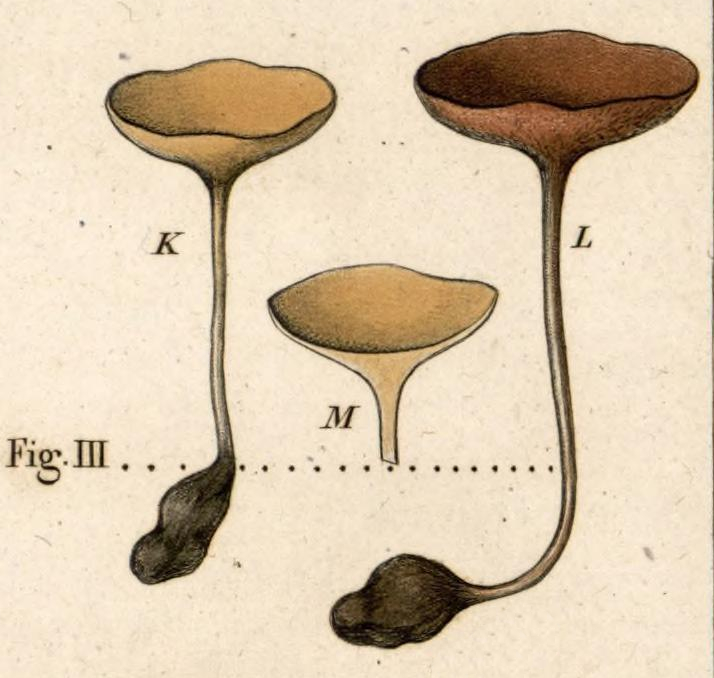

Sklerotka bulwiasta, twardnica bulwiasta (Dumontinia tuberosa (Bull.) L.M. Kohn) – gatunek grzybów z rodziny twardnicowatych (Sclerotiniaceae). Pasożyt zawilców (Anemone).

## Systematyka i nazewnictwo
Pozycja w klasyfikacji według Index Fungorum: Dumontinia, Sclerotiniaceae, Helotiales, Leotiomycetidae, Leotiomycetes, Pezizomycotina, Ascomycota, Fungi.
Po raz pierwszy gatunek ten opisał w 1791 r. Jean Baptiste François Bulliard, nadając mu nazwę Peziza tuberosa. Obecną, uznaną przez Index Fungorum nazwę nadał mu L.M. Kohn w 1979 r.
Ma 14 synonimów. Niektóre z nich:
- Sclerotinia tuberosa (Hedw.) Fuckel 1870
- Whetzelinia tuberosa (Hedw.) Korf & Dumont 1972[3].

Polską nazwę sklerotka bulwiasta podaje M.A. Chmiel, w internetowym atlasie grzybów gatunek ten opisywany jest jako twardnica bulwiasta.

## Morfologia
Owocnik
Typu apotecjum, miseczkowaty lub tarczkowaty, o średnicy 10–30 mm, osadzony na trzonku o wysokości 30–80 mm i grubości 2–4 mm. Powierzchnia owocnika o barwie od kasztanowobrązowej do orzechowobrązowej, barwa trzonka brązowa. Miąższ cienki, woskowaty, o słodkawym smaku i bez wyraźnego zapachu. Jesienią tworzy w ziemi czarne, bulwiaste, nieregularne sklerocjum o wymiarach 10–30 × 5–15 mm. Jest twarde, w środku białe.
Cechy mikroskopowe
Brzeżek owocnika składa się z kulistych komórek, wewnątrz są worki z parafizami. Worki cylindryczne, 8-zarodnikowe, o wymiarach 127,5–162,5 × 7,5–11,0 μm. Askospory szkliste, elipsoidalne, o wymiarach 11,0–20,0 × 5,5–8,0 μm.
Hodowla
Kolonie izolatów grzybów uprawiane na PDA składają się z białawej do szarawej grzybni i czarnych, spłaszczonych i wydłużonych sklerocjów o wymiarach 3–19 × 3–12 mm. Optymalna temperatura dla wzrostu grzybni na PDA wynosi 20–24 °C.

## Siedlisko i występowanie
Występuje w Ameryce Północnej, Europie i Azji. Najwięcej stanowisk podano w Europie. W Polsce M.A. Chmiel w 2006 r. przytoczyła liczne stanowiska.
Grzyb naziemny będący pasożytem zawilców. Jest monofagiem, dla którego zawilce są jedynym żywicielem. W Polsce pasożytuje na zawilcach gajowych (Anemone nemorosa). Pasożytuje na ich korzeniach nie powodując jednak śmierci zawilców, natomiast porażone zawilce nie zakwitają. W Korei pasożytuje na zawilcu Anemone raddeana. Wywołuje chorobę o nazwie zgnilizna twardzikowa zawilca.